# Zaghawa
Zaghawaerne er en afrikansk etnisk gruppe eller stamme som hovedsageligt holder til i det østlige Tchad og  det vestlige  Sudan, Darfur-provinsen inkluderet. De omtaler sig selv som berierne, men de er mere kendt som zaghawaerne, et navn de har fået af arabere i området. De har deres eget sprog, som også kaldes zaghawa. De er delvis nomader, og ernærer sig primært gennem opdræt af kvæg, kameler og får.
De har ikke så meget magt i Sudan, men de dominerer politisk i Tchad. Den tidligere præsident, Idriss Déby, og flere tidligere statsministre og andre regeringsmedlemmer i Tchad var zaghawaer. Darfur-konflikten har gjort 100.000 af dem til flygtninge i Tchad.